# Kitasatospora
Genre
Kitasatospora est un genre de bactéries de la famille des Streptomycetaceae

## Liste des espèces
- Kitasatospora arboriphila Ingrid Groth, Carlos Rodríguez, Barbara Schütze, Petra Schmitz, Eckhard Leistner & Michael Goodfellow, 2004
- Kitasatospora azatica (Yumiko Nakagaito, Akira Yokota & Toru Hasegawa, 1992) Zhen-Shui Zhang, Yue Wang & Ji-Sheng Ruan, 1997 (basionyme : Streptomyces azaticus)
- Kitasatospora cheerisanensis Young Ryun Chung, K.C. Sung, H.K. Mo, D.Z. Son, Jin Sik Nam, Jong Sik Chun & Kyung Sook Bae, 1999
- Kitasatospora cineracea K. Tajima, Yoko Takahashi, Akio Seino, Yuzuru Iwai & Satoshi Omura, 2001
- Kitasatospora cochleata (Yumiko Nakagaito, Akira Yokota & Toru Hasegawa, 1992) Zhen-Shui Zhang, Yue Wang & Ji-Sheng Ruan, 1997 (basionyme : Streptomyces cochleatus)
- Kitasatospora cystarginea Hiroo Kusakabe & Kiyoshi Isono, 1992
- Kitasatospora gansuensis Ingrid Groth, Carlos Rodríguez, Barbara Schütze, Petra Schmitz, Eckhard Leistner & Michael Goodfellow, 2004
- Kitasatospora griseola Yoko Takahashi, Yuzuru Iwai & Satoshi Omura, 1985
- Kitasatospora kifunensis (Yumiko Nakagaito & al., 1993) Ingrid Groth, Barbara Schütze, Theresa Boettcher, CHristian B. Pullen, Carlos Rodríguez, Eckhard Leistner & Michael Goodfellow, 2003
- Kitasatospora mediocidica David P. Labeda, 1988
- Kitasatospora niigatensis K. Tajima, Yoko Takahashi, Akio Seino, Yuzuru Iwai & Satoshi Omura, 2001
- Kitasatospora nipponensis Ingrid Groth, Carlos Rodríguez, Barbara Schütze, Petra Schmitz, Eckhard Leistner & Michael Goodfellow, 2004
- Kitasatospora paracochleata (Yumiko Nakagaito, Akira Yokota & Toru Hasegawa, 1992) Zhen-Shui Zhang, Yue Wang & Ji-Sheng Ruan, 1997 (basionyme : Streptomyces paracochleatus)
- Kitasatospora paranensis Ingrid Groth, Carlos Rodríguez, Barbara Schütze, Petra Schmitz, Eckhard Leistner & Michael Goodfellow, 2004
- Kitasatospora phosalacinea Yoko Takahashi, Yuzuru Iwai & Satoshi Omura, 1985
- Kitasatospora putterlickiae Ingrid Groth, Barbara Schütze, Theresa Boettcher, Christian B. Pullen, Carlos Rodríguez, Eckhard Leistner & Michael Goodfellow, 2003
- Kitasatospora sampliensis Shanmugam Mayilraj, S. Krishnamurthi, P. Saha & Harvinder Singh Saini, 2006
- Kitasatospora setae Satoshi Omura, Yoko Takahashi, Yuzuru Iwai & Haruo Tanaka, 1983
- Kitasatospora terrestris Ingrid Groth, Carlos Rodríguez, Barbara Schütze, Petra Schmitz, Eckhard Leistner & Michael Goodfellow, 2004
- Kitasatospora viridis Zhi-Heng Liu, Carlos Rodríguez, Li-Ming Wang, Quing-Feng Cui, Ying Huang, Erika T. Quintana & Michael Goodfellow, 2005